# سباستین سژین

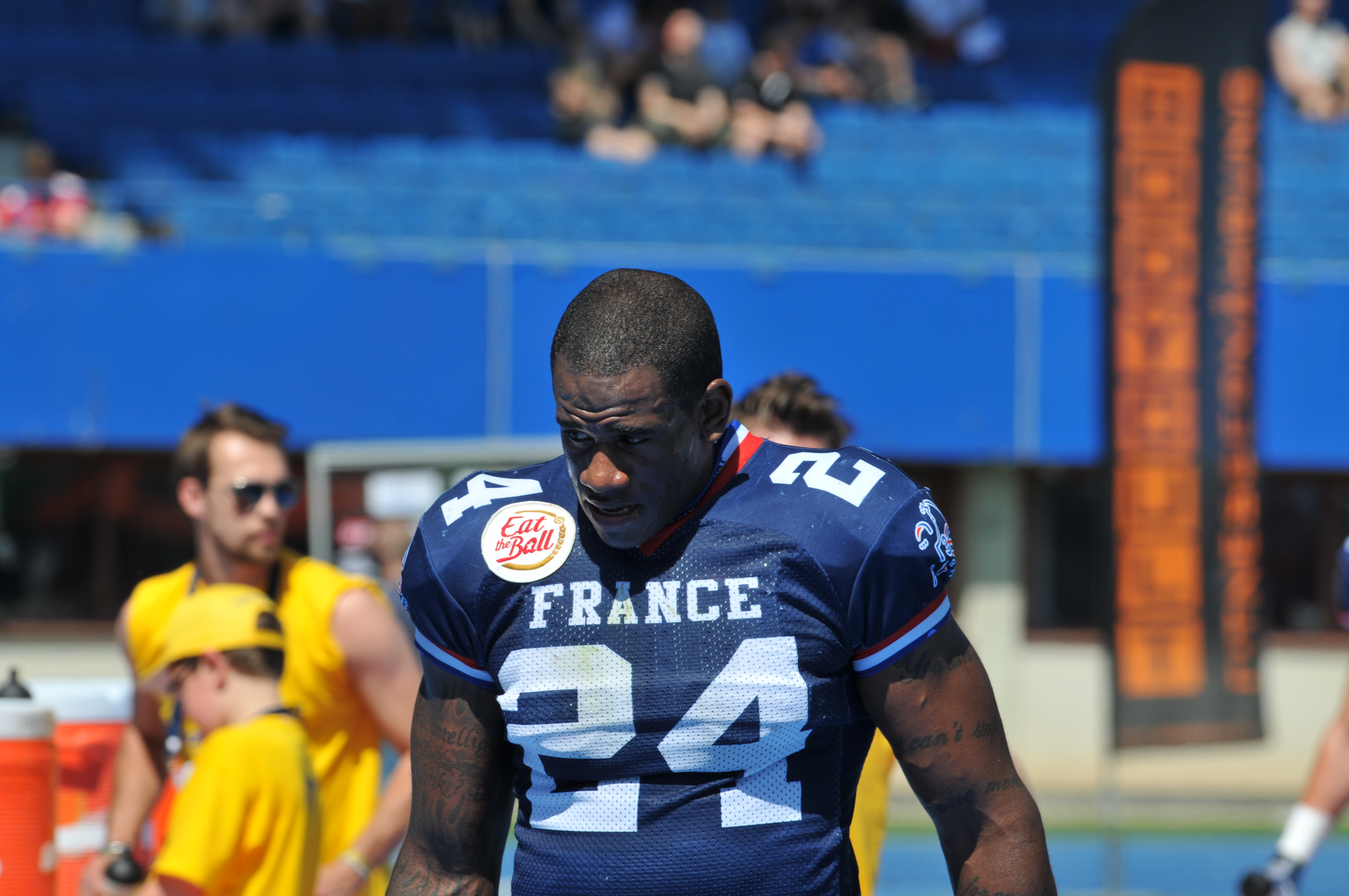
سباستین سژین در سال ۲۰۱۴

سباستین سژین (انگلیسی: Sébastien Sejean؛ زادهٔ ۳۱ اکتبر ۱۹۸۳) یک ورزشکار اهل فرانسه است.
از باشگاه‌هایی که در آن بازی کرده‌است می‌توان به سنت لوئیس رمز اشاره کرد.